# Ministerio de Asuntos Populares
El Ministerio de Asuntos Populares (en japonés: 民部省 hepburn: Minbu-shō) puede referirse a:
- Uno de los Ocho Ministerios (八省) de la Corte Imperial japonesa, establecido por el Código Taihō de principios del siglo VIII, y que continúa bajo el sistema legal Ritsuryō.[2]
- Un ministerio de corta duración durante el período Meiji (agosto-septiembre de 1869, agosto de 1870 - septiembre de 1871).[3]

## Minbu-shō (Ritsuryō)
El ministerio, establecido por el Código Taihō y las leyes Ritsuryō, fue uno de los Ocho Ministerios, en el ala de cuatro ministerios que informaban a la Junta de Control de la Izquierda (左弁官局 Sabenkankyoku) de los Ocho Ministerios. Como su nombre lo indica, a este organismo le preocupaba la supervisión de los asuntos de la gente común, considerados como productores de bienes sujetos a impuestos. El ministerio mantuvo varios registros: el censo de población enviado desde las provincias, registros catastrales (bienes inmuebles) y registros de contabilidad tributaria.

### Autoridad ministerial bajo el Código Yōrō
El Código Yōrō (una versión revisada del Código Taihō que creó el ministerio), estipula los poderes conferidos en el ministerio, según su estatuto de Nombramientos Oficiales (職員令 Shikiin-ryō, "Artículo para el Ministerio de Asuntos Populares"). Allí se afirma que:

| 諸国戸口名籍、賦役、孝義・優復・蠲免、家人奴婢、橋道、津済、渠池、山川、藪沢、諸国田事 | "El ministerio es responsable de los registros de las poblaciones, el impuesto al trabajo, las obligaciones familiares [es decir, las exenciones del impuesto al trabajo en los casos que lo merecen, como el de un hijo con el único apoyo de padres ancianos, etc.]; "no libres y sin propiedad no eran gravables]; puentes y caminos, puertos, cercas, bahías, lagos, montañas, ríos, bosques y pantanos, etc.; tierras de arroz en todas las provincias".—trad. de Sansom |

En el anterior "todas las provincias" no incluye la capital. El censo de la aristocracia que tenía nombres de clanes (uji o kabane), etc. estaba bajo el alcance del Jibu-shō (Ministerio de Administración Civil). Y el ministerio no era "directamente responsable del mantenimiento de carreteras, puentes, etc.", sino que simplemente mantenía dichos registros con fines impositivos y de seguimiento del transporte fiscal.

### Certificado de asuntos populares
El ministerio emitió certificados de orden o cartas llamadas minbushō-fu (民部省符 "Certificado de Asuntos Populares") a funcionarios y gobernadores provinciales (kokushi). El sistema shōen reconoció la propiedad privada de las tierras de arrozales reclamadas, pero no confirió automáticamente la exención de impuestos (como lo sugieren algunas definiciones de diccionarios engañosas). Desde el período Heian temprano, el estado de exención de impuestos o de indulgencia fue ratificado por el certificado o estatuto (kanshōfu (官省符)) emitido por este ministerio o por el Gran Consejo (daijō-kan). (Ver kanshōfu-shō (官省符荘)).
En la era Jōgan (貞観) (859–877) se produjo un colapso del sistema Ritsuryō bajo el régimen de Fujiwara no Yoshifusa, con autoridades de los ministerios absorbidas por el Gran Consejo. El decreto de Jōgan 4, VII, 27 (agosto del 826) esencialmente despojó al ministerio de su control sobre la política fiscal, ordenando que todas las solicitudes de desgravación fiscal serían decididas completamente por el Gran Consejo de Estado (daijō-kan), y su fallo fue entregado directamente a los condados por el certificado del Gran Consejo (daijō-kan fu). El ministerio aún emitió certificados para las exenciones en los estados Shōen, pero esto fue solo una decisión clara desde arriba, como antes. Estos cambios en el ejercicio de la administración se codificaron en el Jogan shiki (貞観式 "Procedimientos de la era Jogan") y más tarde en Engishiki. El ministerio se redujo así a procesar las responsabilidades administrativas de las provincias.

## Jerarquía
El Minbu-shō (民部省) estaba encabezado por el ministro, cuya oficina normalmente estaba ocupada por un hijo o pariente cercano del emperador, de cuarto grado o superior.
- Minbu-kyō (民部卿) - "Ministro de Asuntos Populares"
  - alias: "Administrador jefe del ministerio de servicios civiles"[13]

- Minbu-no-tayū (民部大輔) - "Viceministro Principal de Asuntos Populares"
  - alias: "Viceministro"[1]

- Minbu-no-shōyū (民部少輔) - "Viceministro Adjunto de Asuntos Populares"[14]
  - alias: "Viceministro adjunto"[1]

- Minbu-no-daijō (民部大丞) (x 2) - "Secretarios [superiores]"[15]
- Minbu-no-shōjō (民部少丞) (x 2) - "Secretarios menores"[1]
- Minbu-dairoku o Minbu-no-dai-sakan (民部大録) (x 1) - "Registradores [superiores]"[1]
- Minbu-shōroku o Minbu-no-shō-sakan (民部少録) (x 3) - "Registradores menores"[1]

Bajo el ministerio se encontraban dos oficinas:
El Shukei-ryō, o Kazue-no-tsukasa (主計寮), la "Oficina de cálculo" o "Oficina de estadísticas". estaba a cargo de dos formas de impuestos, el chō ("impuesto a la artesanía") y el yō (庸 corvea). El yō era una forma de trabajo obligatorio reclutado, o más a menudo los bienes pagados para estar exentos de la obligación.
El Shuzei-ryō o Chikara-ryō (主 税 寮), la "Oficina de Impuestos", estaba a cargo de la tercera forma de impuesto, el así ("impuesto a la tierra (pagado por el arroz"). Las tres formas de impuestos fueron conocidas como Soyōchō (租庸調) bajo el sistema Ritsuryō.
- Kazue-no-kami (主計頭) - "Director"
- Kazue-no-suke (主計助) - "Asistente de dirección"
- Kazue-no-taijō (主計大允) - "Secretario"
- Kazue-no-shōjō (主計少允) - "Secretario Asistente"
- Kazue-no-dai-sakan (主計大属) - "Secretario Superior"
- Kazue-no-shōzoku (主計少属) - "Junior Clerk"
- Sanshi (算 師) (x 2) - "Contables"[1]

Matemáticos entrenados que calculaban los ingresos y gastos fiscales.
- Chikara-no-kami (主税頭) - "Director"
  - El director estaba a cargo de dispensar y recibir de los graneros del gobierno.

- Chikara-no-suke (主計助) - "Asistente de dirección"
- Chikara-no-taijō (主税大允) - "Secretario"
- Chikara-no-shōjō (主税少允) - "Secretario Asistente"
- Chikara-no-dai-sakan (主税大属) - "Secretario Superior"
- Chikara-no-shōzoku (主税少属) - "Junior Clerk"
- Sanshi (算師) (x 2) - "Contables"[1]

Matemáticos entrenados que calculaban los ingresos y gastos fiscales.
El Rinin (廩院) era una instalación auxiliar de este ministerio que almacenaba una porción del impuesto de corvea (yō of soyōchō) y nenryō shōmai (年料舂米 "arroz pulido evaluado anualmente"), que se distribuían durante ceremonias y funciones.

## Ocupantes del cargo
- Ariwara no Yukihira (Ariwara no Yukihira), ministro (883–887), conocido como Zai Minbukyō ("Zai" siendo en la lectura china la primera letra de su apellido.)
- Sugawara no Michizane (菅原道真), asistente menor del ministro (874), ministro (896).
- Fujiwara no Tadabumi (藤原忠文) 873–947, también conocido como "Uji no Minbukyō" o "el director Uji(del Ministerio de Asuntos Populares).[18][19]
- Fujiwara no Tameie (1198–1275) fue ministro nominal, pero el gobierno ya había cambiado a los samurái en el período Kamakura.